# 圣巴尔邦
圣巴尔邦（法語：Saint-Barbant，法語發音：[sɛ̃ baʁbɑ̃]）是法国新阿基坦大区上维埃纳省的一个旧市镇，属于贝拉克区。

## 地理
圣巴尔邦（46°10'19"N, 0°50'58"E）面积42.47 平方千米，位于法国新阿基坦大区上维埃纳省，该省份为法国中西部省份，北起顺时针与安德尔省、克勒兹省、科雷兹省、多爾多涅省、夏朗德省和维埃纳省接壤。
与圣巴尔邦接壤的市镇（或旧市镇、城区）包括：吕沙、阿德里耶、布卢尔河畔阿涅尔、布卢尔德河畔穆泰尔、比西耶尔-普瓦特维讷、圣博内德贝拉克、伊索普河畔圣马夏尔。
圣巴尔邦的时区为UTC+01:00、UTC+02:00（夏令时）。

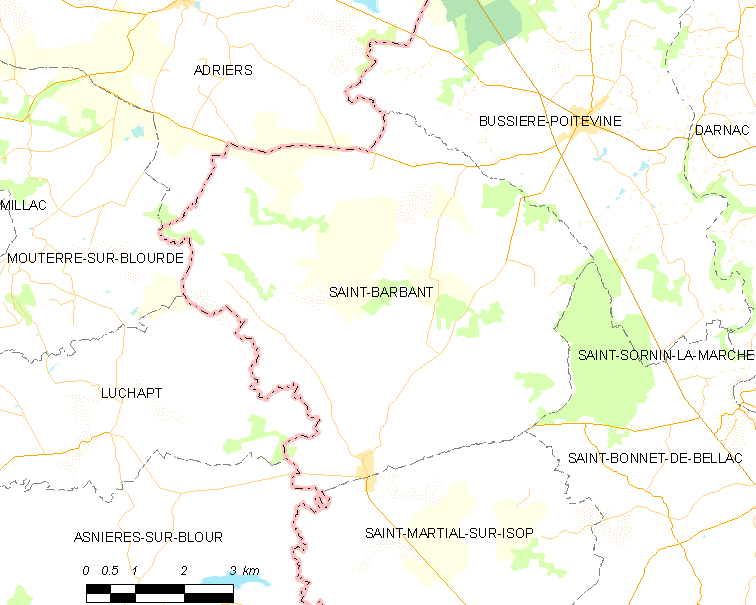
圣巴尔邦的OSM定位图

## 行政
圣巴尔邦的邮政编码为87330，INSEE市镇编码为87136。

## 政治
圣巴尔邦所属的省级选区为贝拉克县。

## 人口

1962-2008年间圣巴尔邦人口变化图示

圣巴尔邦于2018年1月1日时的人口数量为309人。